# Знаме на Аджария
Знамето на Аджария е прието през 20 юли 2004 г. след свалянето на режима Аслан Абашидзе.
Новият флаг представлява правоъгълник (съотношението на страните е 2:3) с редуващи се 7 сини и бели ивици, а в кантона на знамето в левия горен ъгъл е разположен националният флаг на Грузия, който символизира грузинското национално единство.